# Nebraskaterritoriet
Nebraskaterritoriet (engelska: Nebraska Territory) var ett amerikanskt territorium under perioden 30 maj 1854-1 mars 1867, då det omvandlades till den amerikanska delstaten Nebraska. Nebraskaterritoriet skapades genom Kansas–Nebraska Act 1854.  Huvudstad var Omaha. Territoriet bestod av det som senare kom att bli Nebraska, Wyoming, South Dakota, North Dakota, Colorado och Montana.

## Territorialguvernörer[2]
| Nr | Guvernör                     | Guvernör | Tillträdde | Avgick | Politiskt parti       |
| -- | ---------------------------- | -------- | ---------- | ------ | --------------------- |
| 1  | Francis Burt                 |          | 1854       | 1854   | Demokratiska partiet  |
| 2  | Mark W. Izard                |          | 1855       | 1857   | Demokratiska partiet  |
| 3  | William Alexander Richardson |          | 1858       | 1858   | Demokratiska partiet  |
| 4  | Samuel W. Black              |          | 1859       | 1861   | Demokratiska partiet  |
| 5  | Alvin Saunders               |          | 1861       | 1867   | Republikanska partiet |

### Fotnoter
1. ↑  ”Nebraska” (på engelska). World Statesmen. http://www.worldstatesmen.org/US_states_N.html#Nebraska. Läst 20 juli 2015.
2. ↑  Governors of Nebraska Territory. Nebraska State Historical Society. Läst 18 november 2013.